# Pod Kierkutem
Pod Kierkutem – część miasta Kazanów w Polsce, położona w województwie mazowieckim, w powiecie zwoleńskim, w gminie Kazanów. Leży nad rzeką Iłżanką.
Pod Kierkutem stanowi północno-wschodnią część Kazanowa, w rejonie cmentarza żydowskiego (kierkutu) w Kazanowie.
Wraz z odzyskaniem statusu miasta przez Kazanów 1 stycznia 2025 Pod Kierkutem stało się obszarem miejskim.